# Musik i Kullabygden
Musik i Kullabygden är Sveriges äldsta musikfestival som startade 1946. Festivalen arrangeras på Kullahalvön i Nordvästra Skåne med konserter i kostallet på Krapperups slott och i Kullabygdens kyrkor. Programmet består av opera, körmusik, kammarmusik, jazz och vokalmusik.